# Zilverschildzaad
Het zilverschildzaad (Lobularia maritima) is een soort van laagblijvende bloeiende plant uit de kruisbloemenfamilie (Brassicaceae). De tweezaadlobbige plant komt oorspronkelijk uit het Middellandse Zeegebied.

## Kenmerken
Lobularia maritima is een eenjarige plant (zelden een kortlevende vaste plant) groeit tot 5 tot 30 cm hoog en 20 tot 30 cm breed. De stengel is sterk vertakt, met dichte trossen kleine bloemen. De bladeren zijn 1 tot 4 mm lang en 3 tot 5 mm breed, afwisselend, zittend, vrij behaard, ovaal tot lancetvormig. De bladeren zijn bijna zilverwit van kleur. 
De bloemen zijn ongeveer 5 mm (0,20 inch) in diameter, geurig, met een sterke aroma vergelijkbaar met dat van honing, met vier witte ronde bloemblaadjes (of roze, rozerood, violet, geel en lila). De zes meeldraden hebben gele helmknoppen. De bloemen worden het hele groeiseizoen geproduceerd, of het hele jaar door in vorstvrije gebieden. Ze worden bestoven door insecten (entomofilie). De vruchten zijn talrijke langwerpige zaaddozen, nogal harig, ovaal tot rond, elk met twee zaden. De zaden zijn smal-gevleugeld. De verspreiding van zaad wordt beïnvloed door de wind (anemochorie).

## Habitat
Het zilverschildzaad wordt meestal gevonden in de buurt van de kust op zandstranden, op verharde duinen, op open plekken in dennenbossen, jeneverbessen en maquis op zandgrond, op steenachtige oevers, kalkstenen kliffen aan zee en soortgelijke habitats op hoogtes tot 1200 (uitzonderlijk tot 2000) meter.

## Voorkomen
Het verspreidingsgebied van zilverschildzaad bevindt zich in het westelijke Middellandse Zeegebied, waar het te vinden is op Europese vasteland in Portugal, Spanje, Zuid-Frankrijk en West- en Zuid-Italië, de Balearen, Corsica, Sardinië en Malta. Het komt evenals voor in Marokko, Algerije, Tunesië en Libië.
In Nederland komt hij algemene voor. Sinds 2000 staat hij te boek als ingeburgerd.

## Naam
De geslachtsnaam Lobularia komt van een Grieks woord dat 'kleine peul' betekent, verwijzend naar de vorm van de vruchten. De naam van de soort maritima verwijst naar zijn favoriete kusthabitat.

## Foto's

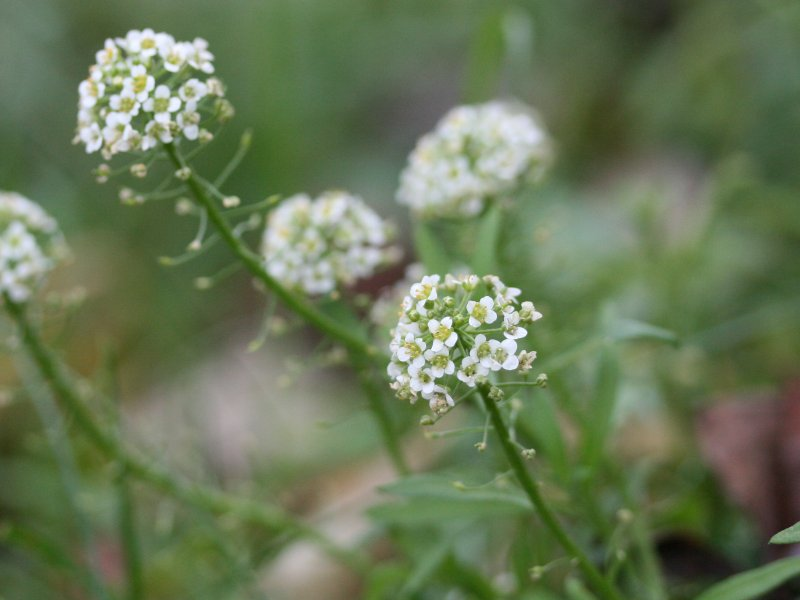
Plant
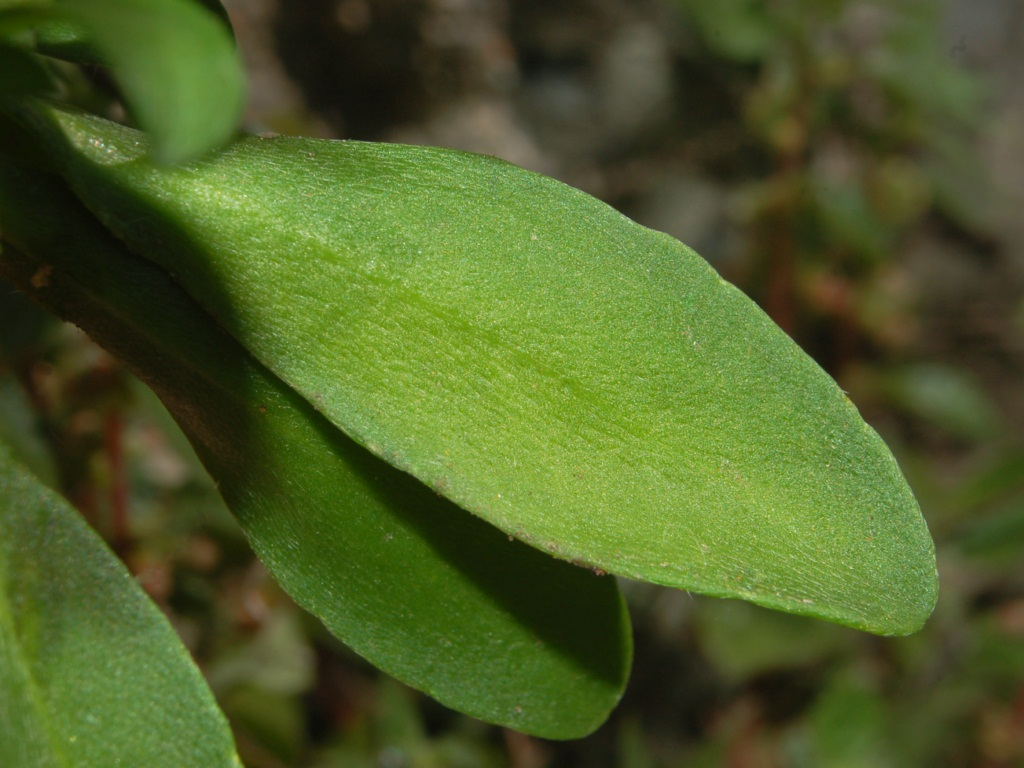
Blad
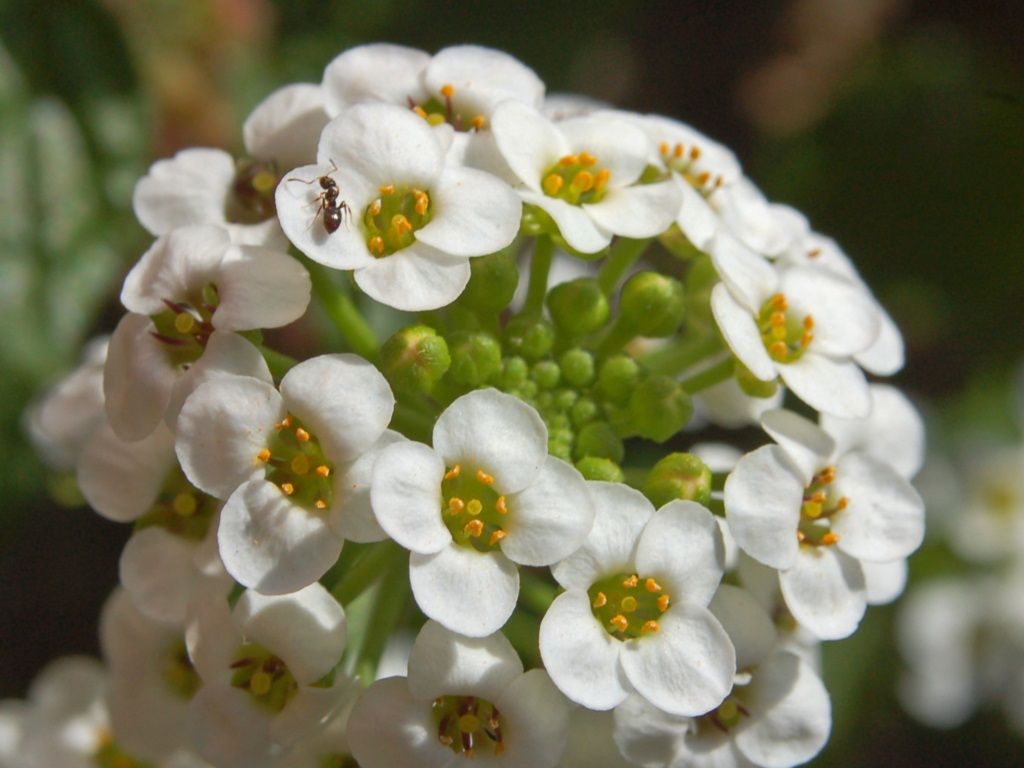
Bloemen
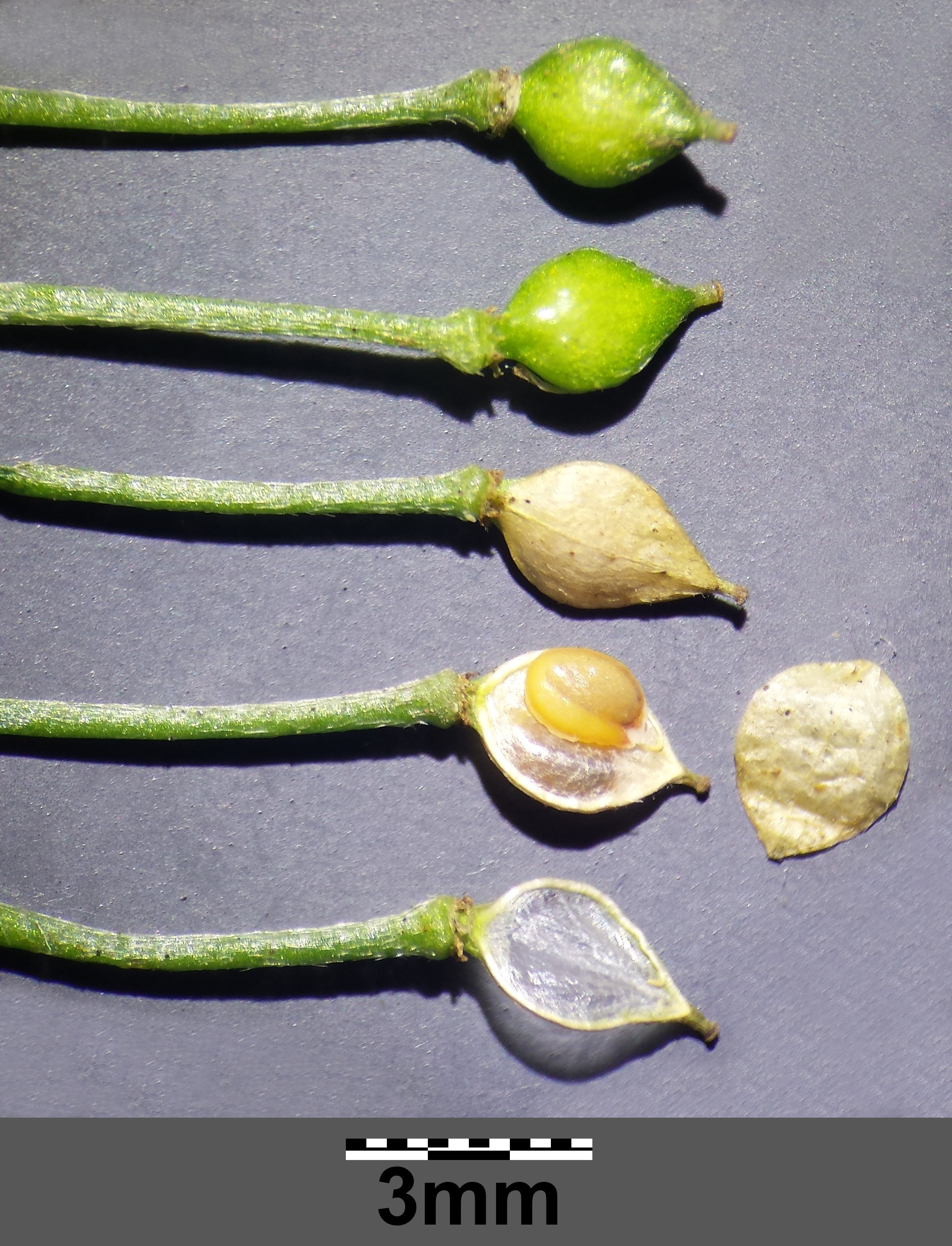
Zaden